# بهشت روی زمین (فیلم ۲۰۰۸)
بهشت روی زمین (به انگلیسی: Heaven on Earth) فیلمی محصول سال ۲۰۰۸ و به کارگردانی دیپا مهتا است. در این فیلم بازیگرانی همچون پریتی زینتا، وانیش بهادرواج، قادرخان، موهنیش باهل، جانی لور، هیمانی شیوپوری ایفای نقش کرده‌اند.